# Grootmeers
De Grootmeers is een natuurreservaat aan de rand van de Vlaamse Ardennen in het zuiden van Oost-Vlaanderen. Het 19 ha grote natuurgebied ligt op het grondgebied van Zingem, een deelgemeente van Kruisem, aan de Schelde. Het voormalige meersengebied werd bij de rechttrekking van de Schelde opgehoogd met slib en omgevormd tot akkers. De Grootmeers werd later onteigend en hersteld als natuurgebied. Het werd in 2003 aangekocht door de gemeente Zingem en wordt beheerd door Natuurpunt. Bij de Grootmeers ligt ook nog het speelbos 'Wannenlappersbos', het natuurgebied 'Kleinmeers', de Oude Scheldemeander 'Mesureput' en in de buurt liggen de natuurgebieden van het Agentschap voor Natuur en Bos de Weiput en het Blarewater.

## Landschap
De Grootmeers bestaat uit meersland met bloemrijke ruigtes, poelen, bosjes en moeras.

## Fauna
In het reservaat komen voor: sperwer, torenvalk, buizerd, slechtvalk, bruine kiekendief, meerkoet, wintertaling, wilde eend, bergeend, blauwe reiger, tureluur, witgat en groenpootruiter, kiekendief, putter, tapuit.

## Recreatie
Door de Grootmeers slingert een bewegwijzerd natuurleerpad; de bewegwijzerde 'Wannenlappersroute' loopt langs het reservaat.

## Afbeeldingen

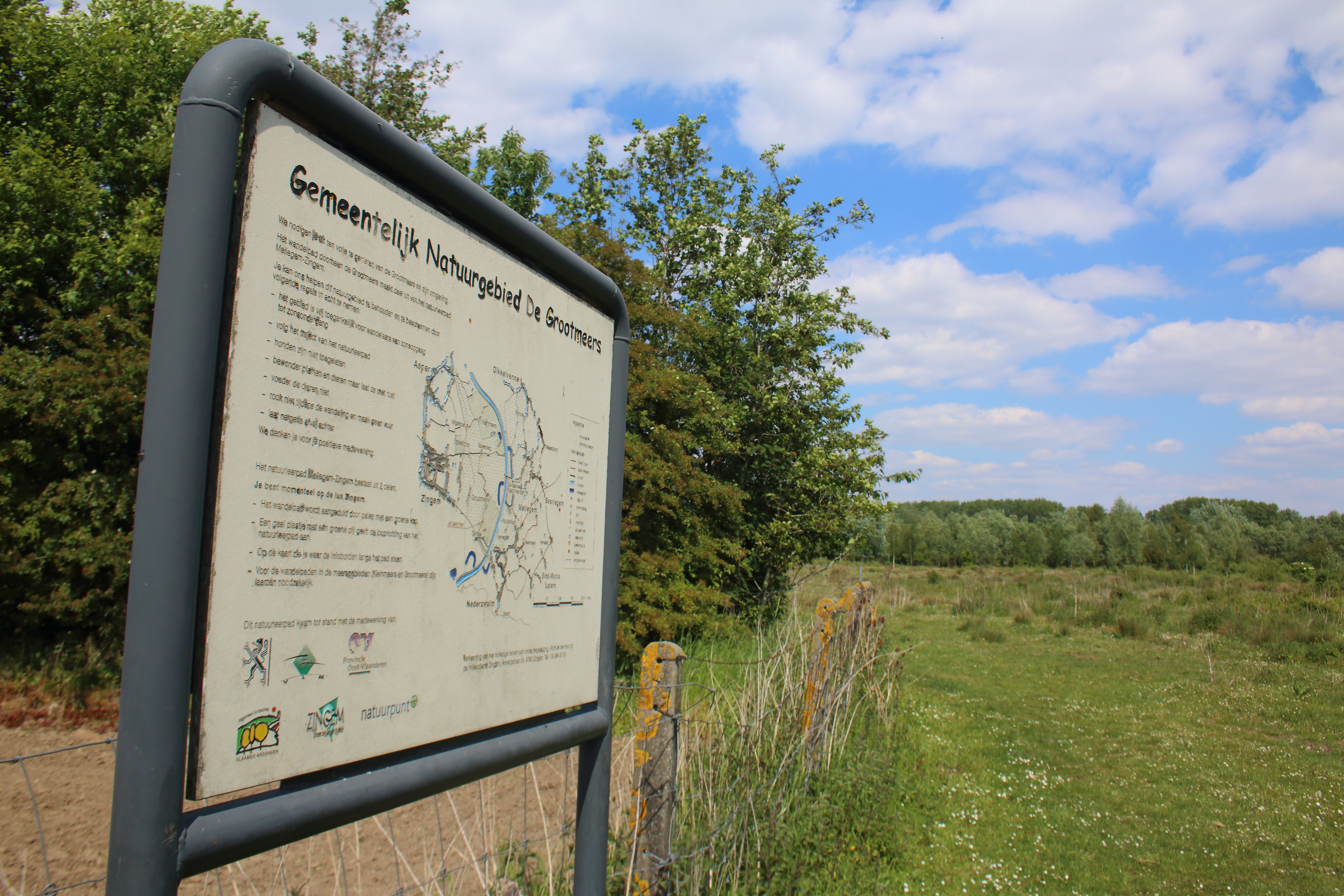
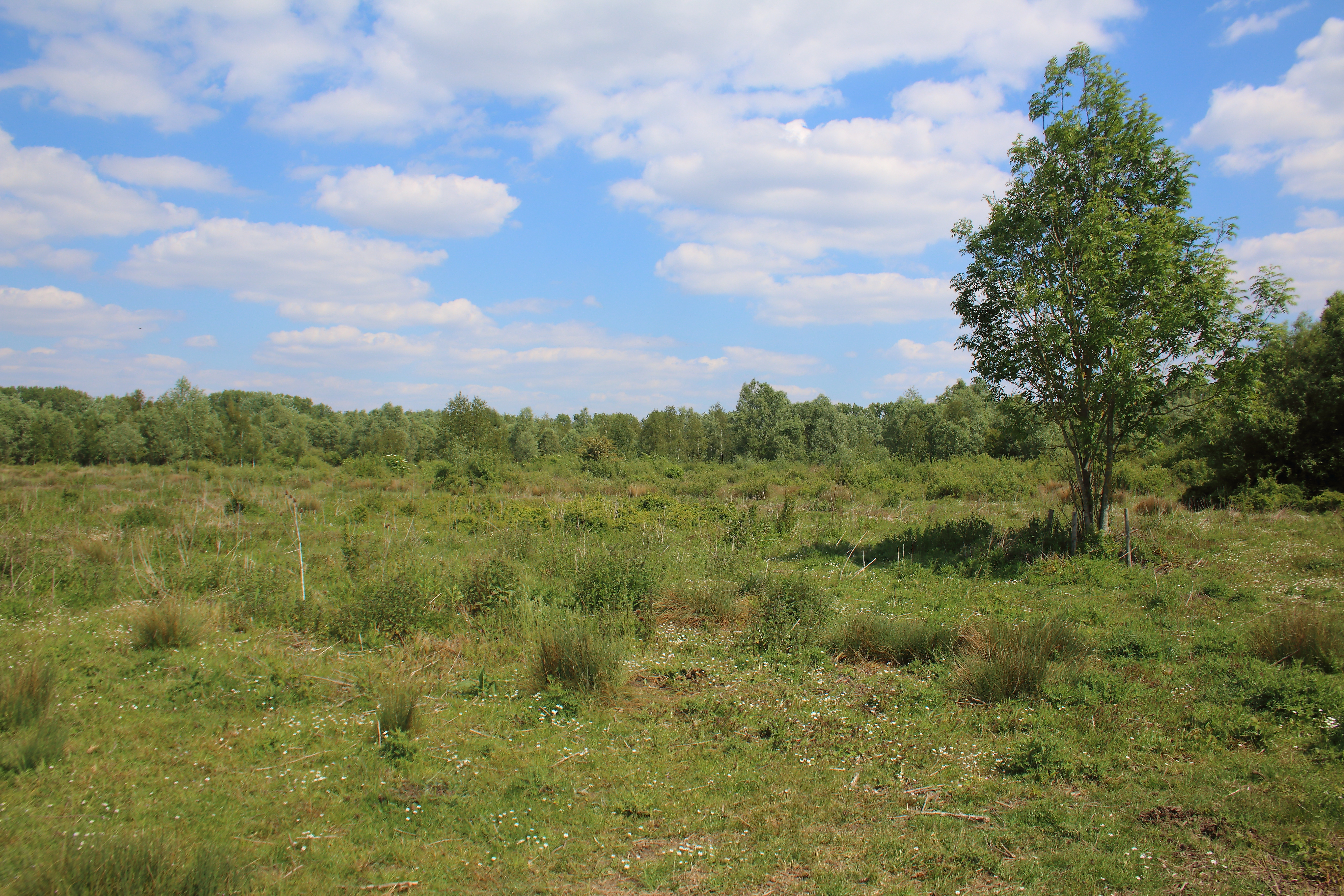
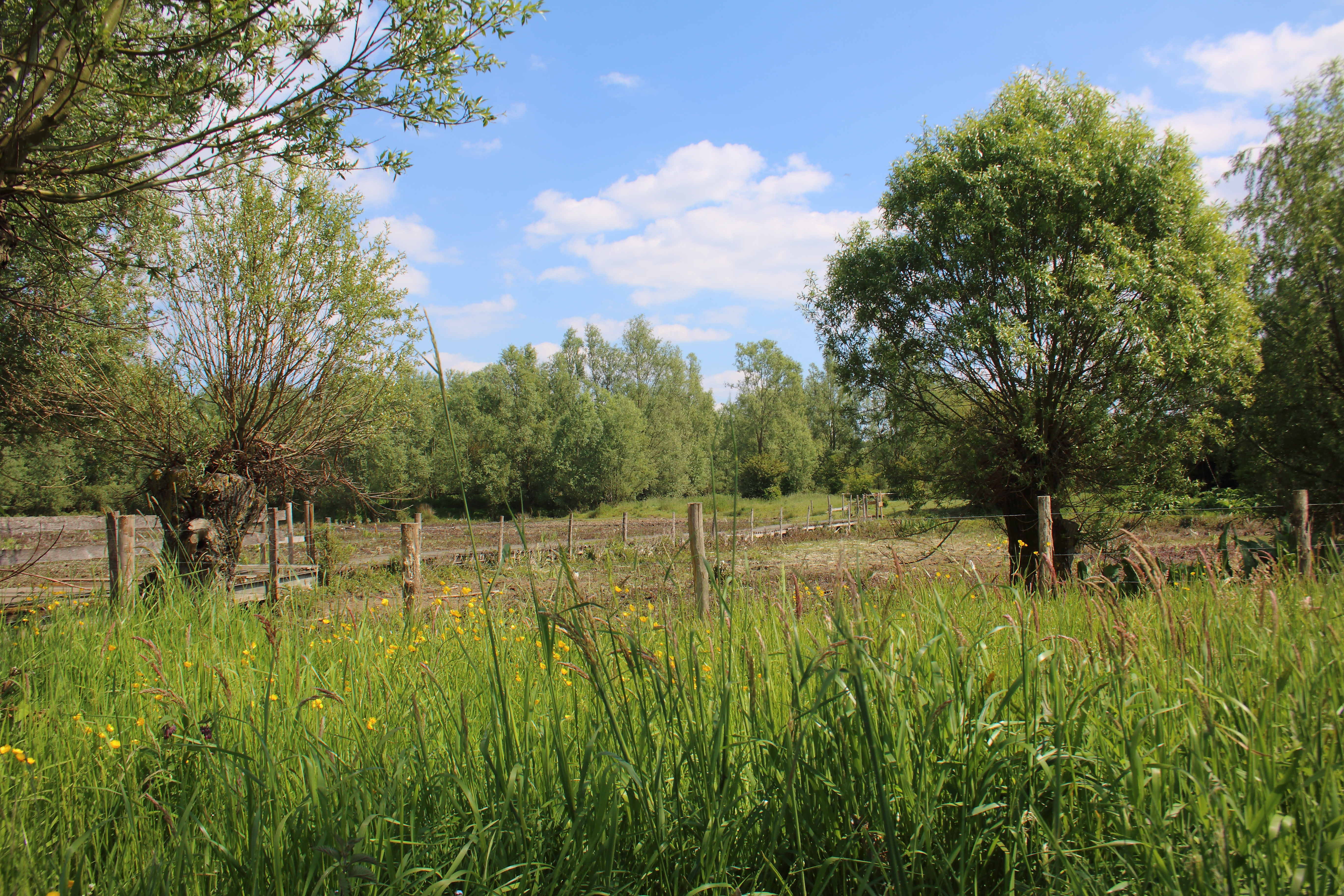
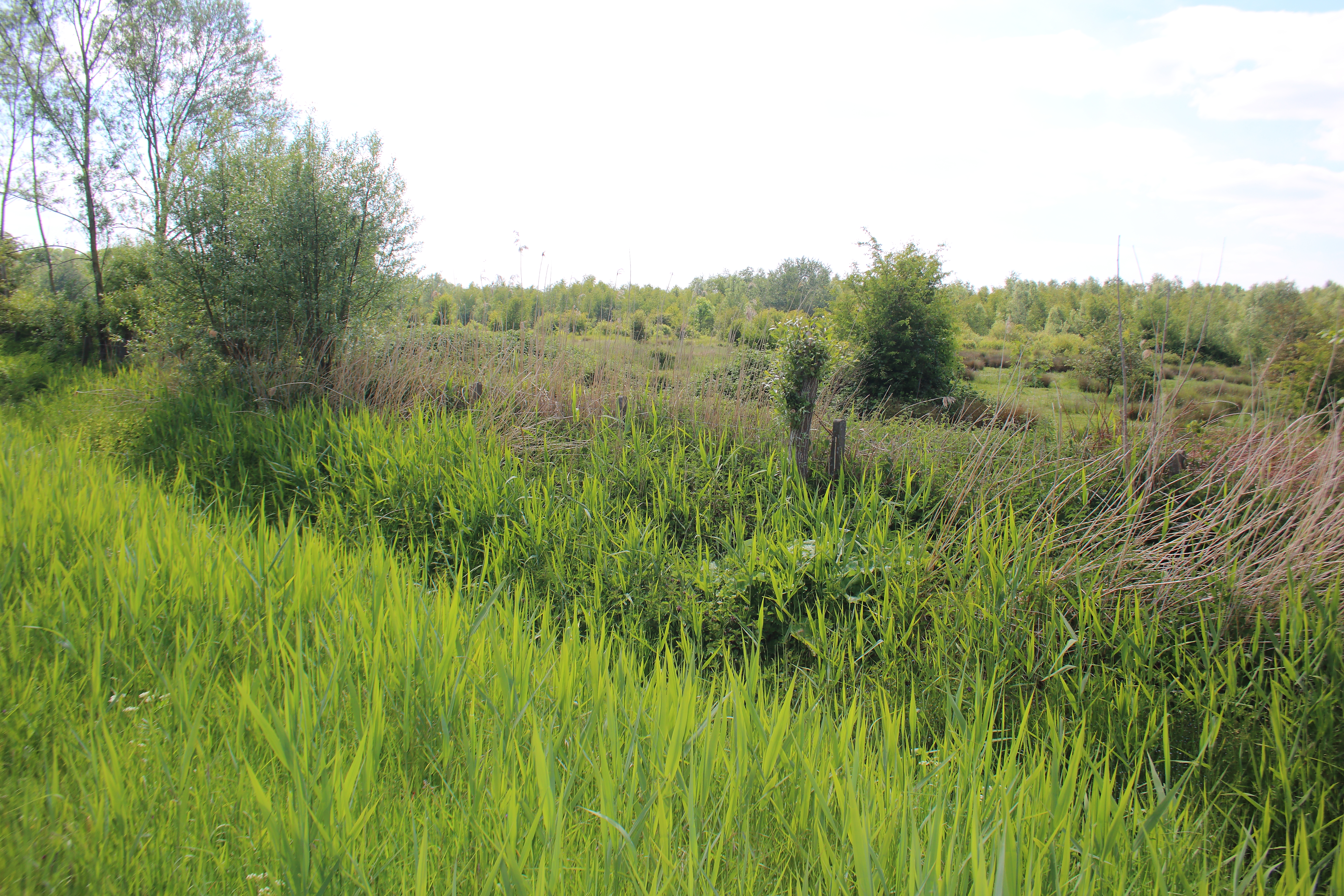